# Балтичка митологија
Балтичка митологија јесте термин и област изучавања митологије балтичког народа која потиче из балтичког паганизма и наставља се након христијанизације у балтички фолклор.

## Историја
Балтичка митологија потиче из протоиндоевропске митологије. Балтички регион је био један од последњих региона Европе који је христијанизован, процес који је започео у 15. веку и наставио се најмање један век касније. Иако ниједан изворни текст није сачуван са детаљима о митологији балтичких народа током паганског периода, сазнања о таквим веровањима могу се стећи из римских и немачких хроника, из каснијег фолклора, из етимологије и из реконструкција компаративне митологије.
Док су ране хронике (14. и 15. век) биле у великој мери производ мисионара који су настојали да искорене домородачки паганизам балтичких народа, богат материјал опстаје у балтичком фолклору. Овај материјал је био од посебне вредности у индоевропским студијама јер га, као и балтички језици, научници сматрају изразито конзервативним, одражавајући елементе протоиндоевропске религије. Индоевропски божански близанци су посебно добро представљени као Dieva dēli (летонски „синови божји“) и Dievo sūneliai (литвански „синови божји“). Према народном предању, они су деца Диеваса (литвански и летонски - види протоиндоевропски * Диеус). Са браћом и њиховим оцем су повезане две богиње; персонификовано Сунце, Сауле (летонски „сунце“) и Саулес меита (летонски „Сунчева ћерка“).